# Den heliga stora martyren Margaretas kyrka
Den heliga store martyren Margaretas kyrka (serbisk kyrilliska: Црква Свете великомученице Марине; latinska: Crkva Svete velikomučenice Marine) är en serbisk-ortodox kyrkobyggnad belägen i byn Atenica, i staden Čačak i den statistiska regionen Šumadija och västra Serbien, i Serbien.
Kyrkan är helgad åt den kristna martyren Sankta Margareta och tillhör det serbisk-ortodoxa stiftet Žičas stift.

## Bilder

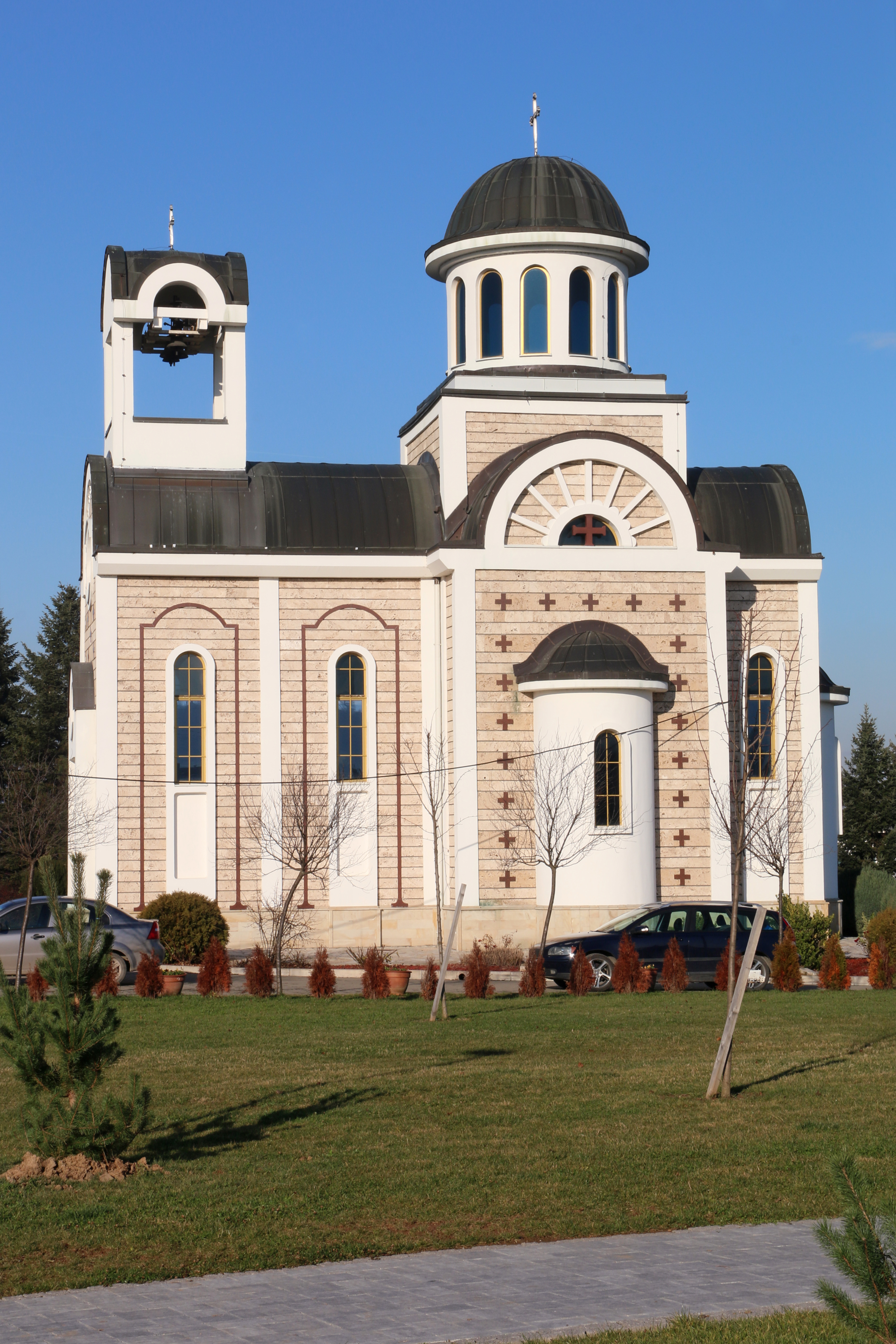
Kyrkan från sidan.